# هنري هاردي
هنري هاردي (بالإنجليزية: Henry Hardy)‏ هو كاتب وملحن بريطاني، ولد في 15 مارس 1949.